# Undantagstillstånd i Indien
Undantagstillstånd avser i Indien en tidsperiod under vilken grundlagen inte gäller fullt ut. Undantagstillstånd kan förklaras av Indiens president under åberopande av allvarliga hot mot nationen, vare sig dessa hot är inre eller yttre, eller under åberopande av svår ekonomisk kris.
Sedan presidenten rådgjort med regeringen kan han under ett undantagstillstånd, med stöd i första hand av avsnitt 18 i den indiska grundlagen, åsidosätta många av de grundläggande fri- och rättigheter som annars gäller i landet. Presidenten kan på detta sätt också lyfta delstaternas politiska makt till centralregeringen (se härom presidentstyre), så att angelägenheter som annars skulle beslutas politiskt i delstaten istället beslutas på federal nivå.
Det tredje beslutet om undantagstillstånd (se nedan) medförde de största inskränkningarna av normala förhållanden och fri- och rättigheter i Indien, och ledde till en mycket kraftig valförlust för Indira Gandhi, som då var Indiens premiärminister. I praktiken ligger nämligen den största politiska makten på federal nivå hos premiärministern, och vad presidenten beslutat är i allmänhet vad premiärministern begärt.

## Vid följande tillfällen har undantagstillstånd utlysts av den indiske presidenten
1. 26 oktober 1962 – 10 januari 1968 under det sinoindiska kriget.
2. 3 december 1971 – 27 mars 1977 under det indopakistanska kriget, senare förlängt under åberopande av inre politisk instabilitet.
3. 26 juni 1975 – 21 mars 1977 på grund av inre politisk instabilitet; ”Indiens säkerhet” förklarades ”hotad av inre oroligheter”.